# Droga wojewódzka nr 537
Droga wojewódzka nr 537 (DW537) – droga wojewódzka łącząca Lubawę z Pawłowem.

## Miejscowości leżące przy trasie DW537
- Lubawa (DK15, DW541)
- Złotowo
- Wygoda
- Marwałd
- Frygnowo (DW542)
- Stębark
- Zybułtowo
- Mielno
- Pawłowo (DK7)